# Zigeunerfelsen (Neustadt an der Weinstraße)
Der Zigeunerfelsen ist eine als Naturdenkmal ausgewiesene Sandstein-Felsformation, die sich im Pfälzerwald am Nordhang des Nollenkopfs auf der Gemarkung von Neustadt an der Weinstraße befindet. Er trägt die Nummer ND-7316-030.

## Lage und Beschreibung

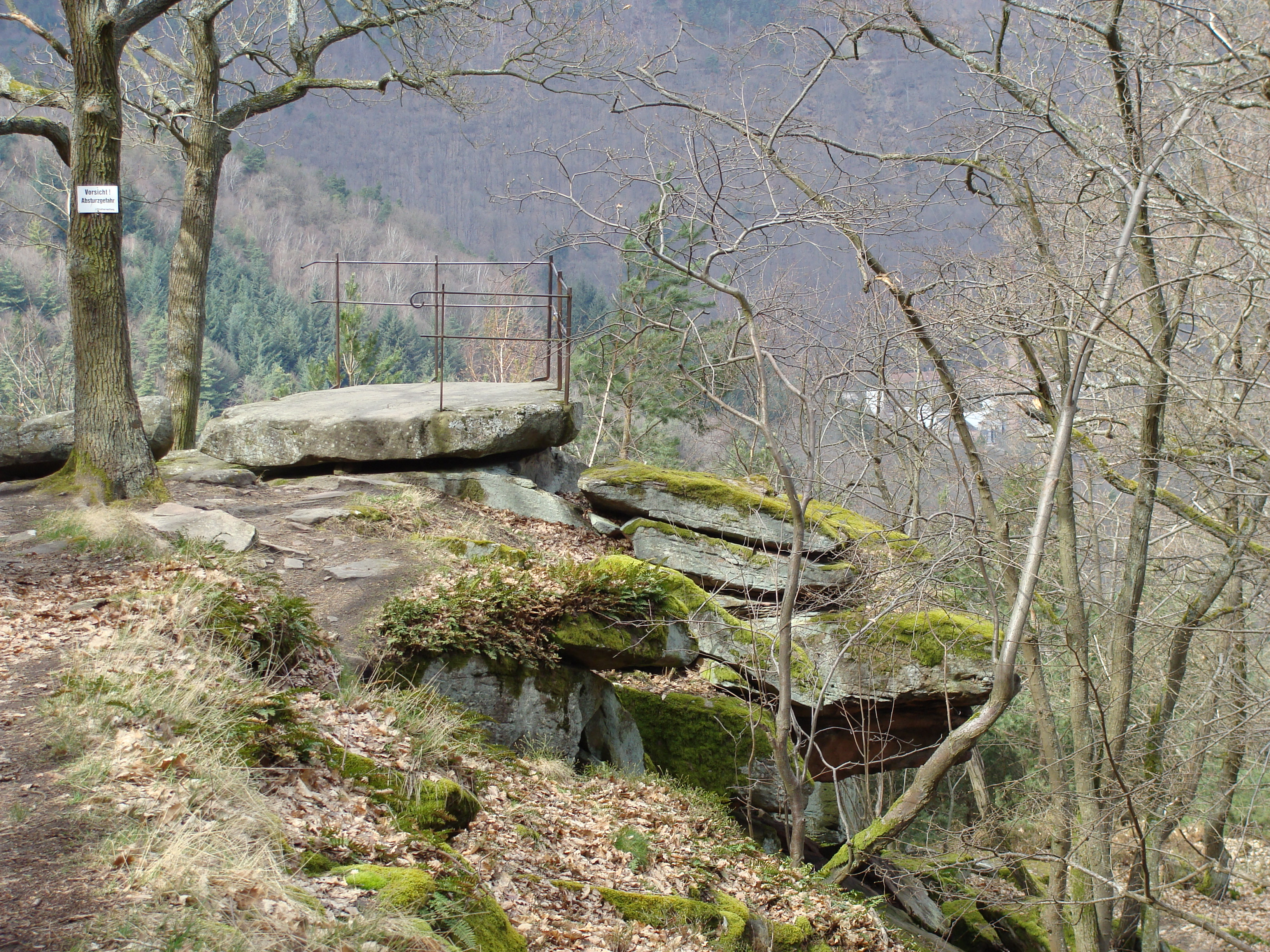
Aussichtspunkt

Der Zigeunerfelsen ist eine etwa zehn Meter hohe Felspartie, die sich am Nordausläufer des Nollenkopfs in etwa 350 m Höhe befindet. Der obere Felsen ist als gesicherte Aussichtsplattform ausgebaut, wobei auch ein entsprechender Freischnitt der Vegetation eine Aussicht gewährleistet. Der Ausblick geht über das Speyerbachtal mit dem Stadtteil Neustadt-Schöntal zur Südseite des Weinbietausläufers Wolfsberg mit der Wolfsburg und zum Königsberg.

## Zugang und Wandern
Die Felsformation kann nur zu Fuß über Wanderwege erreicht werden. Der Pfälzer Weinsteig führt in der Etappe von Neustadt an der Weinstraße nach Sankt Martin über den Felsen. Der kürzeste Zugang kann vom Neustädter Stadtteil Schöntal beziehungsweise Afrikaviertel erfolgen. Ein weiterer Aufstieg zum Gipfel des Nollenkopfs dauert etwa eine halbe Stunde.